# Sprockfitz
Der Sprockfitz ist ein See etwa einen Kilometer nordwestlich des Ortes Feldberg in der Gemeinde Feldberger Seenlandschaft in Mecklenburg-Vorpommern. Mit den umliegenden Wald- und Grünlandflächen ist der See seit 1957 als Naturschutzgebiet Sprockfitz ausgewiesen.
Der See liegt je nach Wasserstand etwa 88,4 bis 94 m über NHN. Lange hielt man die schwankenden Wasserstände für mystisch. Erst in den 1990er Jahren gelang es im Auftrag des Nationalparkamtes Mecklenburg-Vorpommern der BONITO e.V., einer hydrografisch-biologischen Arbeitsgemeinschaft, das Geheimnis zu lüften.
Das Einzugsgebiet beträgt etwa 8 km². Den Zufluss bildet der nur zeitweise wasserführende Staugraben, der auf der Ackerfläche zwischen Lüttenhagen und Weitendorf aus Quellen entspringt. Bei wenig Niederschlag versickert der Staugraben schon hinter der Staugrabenbrücke (Bahnstrecke Thurow–Feldberg) im sandigen Untergrund. Trägt er 70 m³ Wasser am Tage in den Sprockfitz ein, hält dieser den Wasserstand; versiegt er, sinkt der Wasserstand um sechs Millimeter pro Tag, da der Sprockfitz an seiner tiefsten Stelle nur zwischen 1 und 2,5 Meter in das Grundwasser hineinragt und sein Becken sandig ist. 
Der Staugraben kann aber auch gemessene 11.700 m³ am Tage eintragen. Dies bedeutet dann eine drastische Erhöhung des Wasserstandes. Das Staugrabenwasser macht dann etwa 87,7 % des Gesamtwassereintrages aus. Der Rest kommt vom direkten Niederschlagseintrag und anderen Wassereinträgen.
Da die extremen Wasserstandsschwankungen durch das Einsickern und Sammeln im Boden zeitlich zu den Niederschlagsereignissen stark verzögert sind, galt der Sprockfitz lange Zeit als mystischer See.